# Ugo Pepoli

Stemma Pepoli

Ugo Pepoli (Bologna, 13 ottobre 1824 – San Lazzaro di Savena, 26 luglio 1896) è stato un militare e patriota italiano.

## Biografia
Nato il 13 ottobre 1824  I genitori Taddeo Pepoli e Letizia Murat si erano sposati il 23 ottobre 1823 a Bologna. I Pepoli erano una illustre famiglia bolognese: il conte Ugo Pepoli partecipò, nel settembre del 1843, alla fallita spedizione di Ignazio Ribotti col proposito di marciare su Imola, farla insorgere ed impadronirsi poi di tre cardinali (Luigi Amat di San Filippo e Sorso, Giovanni Maria Mastai-Ferretti e Chiarissimo Falconieri Mellini) che villeggiavano fra Imola e Castelbolognese, per tenerli in ostaggio. A causa di questa, fu costretto all'esilio in Francia. Entrò quindi nelle Legione straniera francese nel luglio del 1845, nominato al grado di sottotenente, prestò servizio a Orano in Algeria nel 1º Reggimento straniero combattendo contro gli arabi e vi rimase fino al 15 giugno del 1848.
Partecipò alle campagne del 1848 e del 1849 e con i fratelli Giovanni (1822-1871) e Achille (1824-1867) (marito del contralto Marietta Alboni), si segnalò durante la difesa della Repubblica romana.
Esule nuovamente in Francia, nel settembre 1853 prese parte al tentativo insurrezionale di Felice Orsini negli Appennini centrali, nella zona di Sarzana e Massa, nell'alta Toscana, piano che fallì sul nascere.
Nel marzo del 1855 combatté nella guerra di Crimea dopo essere rientrato in servizio nella Legione Straniera con il grado di sottotenente e partecipò in prima persona all'assedio di Sebastopoli, sempre lo stesso anno; entrò a far parte della Legione anglo-italiana col grado di capitano e vi militò fino al suo scioglimento l'anno successivo.
Nel 1859 entrò nell'esercito dell'Italia centrale e poi in quello italiano, raggiungendo il grado di generale. Nel 1876 fu nominato da Vittorio Emanuele II, motu proprio, suo aiutante di campo onorario.
Morì nel 1896.